# Ma'arat an-Numán
Maarat an-Numán (psáno též Ma'arrat an-Nu'mán, arabsky مَعَرَّة النُّعْمَان‎) je město v severozápadní Sýrii. Nachází se v guvernorátu Idlib, asi 33 kilometrů jižně od Idlibu a 57 kilometrů severně od Hamá. Leží na silnici spojující Hamá s Aleppem a poblíž tzv. Mrtvých měst, archeologických lokalit zapsaných v seznamu světového dědictví. Podle sčítání z roku 2004 zde před občanskou válkou žilo 58 tisíc obyvatel. V roce 2017 byl jejich počet odhadován na 80 tisíc, z nichž značnou část tvořili uprchlíci z blízkých měst.
Současné jméno získalo kombinací svého starověkého řeckého jména Arra se jménem svého prvního muslimského správce a společníka Mohamedova, An-Numána ibn Bašíra al-Ansárího. Nachází se zde muzeum mozaik z Mrtvých měst, významná mešita, medresa založená v roce 1199 a zbytky středověké citadely. Narodil se zde a také zde zemřel básník a filozof Abú al-Aláʾ al-Maʾarrí (973–1057).